# Aglossorrhyncha bilobula
Aglossorrhyncha bilobula är en orkidéart som beskrevs av Paul J. Kores. Aglossorrhyncha bilobula ingår i släktet Aglossorrhyncha och familjen orkidéer. Inga underarter finns listade i Catalogue of Life.